# Tyniewicze Duże

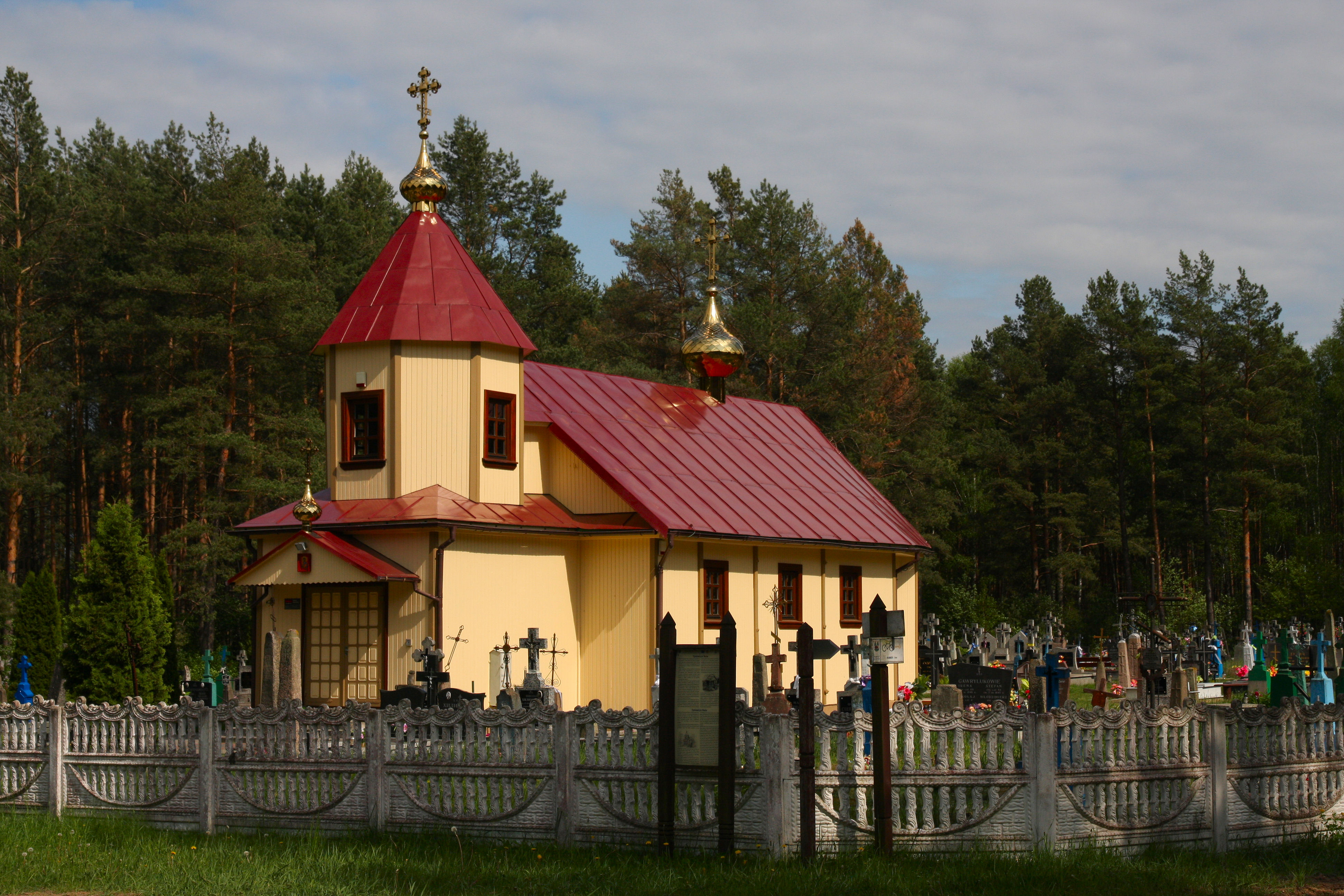
Cerkiew pod wezwaniem św. Apostoła i Ewangelisty Łukasza

Tyniewicze Duże (białorus. Тыневічы Вялікія) – wieś w Polsce, położona w województwie podlaskim, w powiecie hajnowskim, w gminie Narew. 
W latach 1975−1998 miejscowość administracyjnie należała do województwa białostockiego.

## Integralne części wsi
| SIMC    | Nazwa   | Rodzaj    |
| ------- | ------- | --------- |
| 0036280 | Glinica | część wsi |
| 0036660 | Hrudek  | część wsi |
| 0036676 | Morgi   | część wsi |

## Historia
Wieś założona w XVII wieku przez rodzinę Tyniewickich. 
Wieś królewska w starostwie narewskim w ziemi bielskiej województwa podlaskiego w 1795 roku. 
W okresie I Wojny Światowej w Tyniewiczach Dużych powstała szkoła powszechna nauczająca w języku białoruskim. 
Według Pierwszego Powszechnego Spisu Ludności, przeprowadzonego w 1921 r., wieś liczyła 67 domostw, które zamieszkiwało 298 osób (147 kobiet i 151 mężczyzn). Niemal wszyscy mieszkańcy miejscowości, w liczbie 293, zadeklarowali wówczas wyznanie prawosławne oraz białoruską przynależność narodową (5 mieszkańców podało wyznanie mojżeszowe i narodowość żydowską). W owym czasie miejscowość znajdowała się w gminie Narew w powiecie bielskim i nosiła nazwę Tyniewicze Wielkie.
Dnia 20 listopada 2011 r. w świetlicy wiejskiej w Tyniewiczach Dużych odbyło się białoruskie spotkanie kulturalne z cyklu „Żywie jaszcze tardycyja” zorganizowane przez Narwiański Ośrodek Kultury we współpracy ze Stowarzyszeniem na rzecz dzieci i młodzieży uczących się języka białoruskiego „AB-BA”.

## Inne
Tyniewicze Duże zamieszkują prawosławni Białorusini posługujący się na co dzień ukraińską gwarą podlaską, typową dla tej mniejszości na terenach powiatu hajnowskiego. Miejscowość posiada charakter rolniczy, umiejscowiona jest w otoczeniu lasów. Na jednym z końców wsi znajduje się żwirownia. W centrum wsi znajduje się mleczarnia, a na wyjeździe do Tyniewicz Małych sklep spożywczo-przemysłowy. Kiedyś we wsi funkcjonowała Rolnicza Spółdzielnia Produkcyjna, obecnie pozostały po niej stare zabudowania oraz silosy.
W Tyniewiczach Dużych znajduje się cerkiew prawosławna pod wezwaniem św. Apostoła i Ewangelisty Łukasza, zbudowana pierwotnie około 1750. Spłonęła ona podczas II wojny światowej w 1944 po podpaleniu jej przez zwiad sowiecki. Ocalała wtedy jedynie dzwonnica. Odbudowę cerkwi zakończono w 1948. Obecnie jest to świątynia parafialna.
Wierni kościoła rzymskokatolickiego należą do parafii Wniebowzięcia Najświętszej Maryi Panny i św. Stanisława Biskupa i Męczennika w Narwi.

## Zabytki
- cerkiew pod wezwaniem św. Apostoła i Ewangelisty Łukasza, drewniana, XVIII wiek, 1944–1948, nr rej.:A-25 z 14 września 2001
- cmentarz parafialny przycerkiewny, XVIII wiek, nr rej.:j.w.

## Urodzeni w Tyniewiczach Dużych
- Andrzej Sadowski (ur. 1945) – polski socjolog